# Кям
Кя́м (карач.-балк. Кам) — упразднённое село в Чегемском районе республики Кабардино-Балкария. 

## География
Селение Кям располагался в южной части Чегемского района, на правом берегу реки Чегем. Находился в 4 км к северу от сельского центра Булунгу, в 72 км к юго-западу от районного центра — Чегем и в 79 км от города Нальчик.
Граничил с землями населёнными пунктов: Орсундак и Булунгу на юге, Суусузла на западе, Эльтюбю на севере и Думала на северо-востоке.
Населённый пункт располагался в верховьях Чегемского ущелья в горной зоне республики. Средние высоты составляли 1683 метров над уровнем моря.
Гидрографическая сеть местности представлена в основном рекой Чегем, в которую в районе села впадает река Камсу.

## История
Точная дата основания села неизвестно. Селение как и другие населённые пункты верховья Чегемского ущелья, входило в состав чегемского общества балкарцев.
При установлении советской власти, Кям был включён в состав Булунгуевского сельсовета.
В 1944 году селение было упразднено, в связи с депортацией балкарцев в Среднюю Азию.
В 1957 году при возвращении балкарцев из депортации, населённый пункт был включён в выше лежащее село Булунгу. 

## Население
По данным Всесоюзной переписи населения на 1926 год, в селе проживало 93 человека. Основное население составляли балкарцы.

## Современное состояние
Ныне Кям является северным микрорайоном села Булунгу и от основной части села отделён речкой Камсу.